# Aliona Bolsova
Aliona Bolsova Zadoinov (ros. Алёна Вадимовна Большова, Alona Wadimowna Bolszowa, ur. 6 listopada 1997 w Kiszyniowie) – hiszpańska tenisistka, reprezentująca rodzimą Mołdawię do stycznia 2013 roku. Reprezentantka Hiszpanii w rozgrywkach Pucharu Billie Jean King.

## Kariera tenisowa
Bolsova przeniosła się z Mołdawii do Hiszpanii w młodym wieku wraz z rodzicami. Jej ojciec Vadim Zadoinov oraz jej matka Olga Bolșova byli olimpijczykami w lekkoatletyce.
Jako juniorka osiągnęła czwarte miejsce w rankingu i doszła do ćwierćfinału Australian Open 2015.
W zawodach cyklu WTA Tour Hiszpanka osiągnęła jeden finał w grze podwójnej. Zwyciężyła też w pięciu turniejach cyklu WTA 125 w deblu. W karierze seniorskiej wygrała dziewięć turniejów singlowych i piętnaście deblowych rangi ITF.
Zadebiutowała w profesjonalnych rozgrywkach w listopadzie 2012 roku, kilka dni przed swoimi piętnastymi urodzinami, w turnieju ITF z pulą nagród 10 000 $ w portugalskiej miejscowości Coimbra. Zarówno w grze pojedynczej jak i podwójnej doszła do finału. W decydujących meczach musiała jednak uznać wyższość znacznie bardziej doświadczonych rywalek.
W drugiej połowie 2018 roku osiągnęła kilka znaczących wyników: sześć finałów turniejów rangi ITF, wygrane dwa i trzecia runda kwalifikacji do US Open 2018. W kolejnym roku kontynuowała dobre występy w grze pojedynczej, dzięki czemu zaczęła się kwalifikować do turniejów WTA Tour. W maju udanie przeszła przez kwalifikacje do French Open 2019 i po raz pierwszy w karierze awansowała do drabinki głównej turnieju wielkoszlemowego. W zawodach głównych się nie zatrzymała. Wygrała kolejno z uznanymi tenisistkami jak Wiera Zwonariowa, Sorana Cîrstea i Jekatierina Aleksandrowa. Została dopiero powstrzymana przez objawienie turnieju, siedemnastoletnią Amandę Anisimovą. Osiągnięta czwarta runda w 2019 roku jest jak do tej pory najlepszym wynikiem w turnieju wielkoszlemowym w karierze Bolsovej.
Dzięki tym wynikom 15 lipca 2019 została sklasyfikowana na najwyższym miejscu w rankingu singlowym WTA Tour – 88. pozycji, natomiast 5 grudnia 2022 osiągnęła najwyższą lokatę w deblu – 54. miejsce.

## Finały turniejów WTA
| Legenda                   | Legenda |
| ------------------------- | ------- |
| Wielki Szlem              |         |
| Igrzyska olimpijskie      |         |
| WTA Tour Championships    |         |
| od 2021                   |         |
| WTA 1000 (obowiązkowe)    |         |
| WTA 1000 (nieobowiązkowe) |         |
| WTA 500                   |         |
| WTA 250                   |         |
| WTA 125                   |         |

### Gra podwójna 1 (0–1)
| Końcowy wynik | Nr | Data          | Turniej   | Nawierzchnia | Partnerka        | Przeciwniczki                    | Wynik finału |
| ------------- | -- | ------------- | --------- | ------------ | ---------------- | -------------------------------- | ------------ |
| Finalistka    | 1. | 17 lipca 2021 | Budapeszt | Ceglana      | Tamara Korpatsch | Mihaela Buzărnescu Fanny Stollár | 4:6, 4:6     |

## Finały turniejów WTA 125

### Gra podwójna 9 (5–4)
| Końcowy wynik | Nr | Data             | Turniej             | Nawierzchnia | Partnerka              | Przeciwniczki                        | Wynik finału   |
| ------------- | -- | ---------------- | ------------------- | ------------ | ---------------------- | ------------------------------------ | -------------- |
| Zwyciężczyni  | 1. | 12 czerwca 2021  | Bol                 | Ceglana      | Katarzyna Kawa         | Ekaterine Gorgodze Tereza Mihalíková | 6:1, 4:6, 10–6 |
| Zwyciężczyni  | 2. | 12 czerwca 2022  | Walencja            | Ceglana      | Rebeka Masarova        | Aleksandra Panowa Arantxa Rus        | 6:0, 6:3       |
| Zwyciężczyni  | 3. | 17 września 2022 | Bukareszt           | Ceglana      | Andrea Gámiz           | Réka Luca Jani Panna Udvardy         | 7:5, 6:3       |
| Zwyciężczyni  | 4. | 2 kwietnia 2023  | San Luis Potosí     | Ceglana      | Andrea Gámiz           | Oksana Kalasznikowa Katarzyna Piter  | 7:6(5), 6:4    |
| Finalistka    | 1. | 11 czerwca 2023  | La Bisbal d’Empordà | Ceglana      | Rebeka Masarova        | Caroline Dolehide Diana Sznajder     | 6:7(5), 3:6    |
| Zwyciężczyni  | 5. | 17 czerwca 2023  | Walencja            | Ceglana      | Andrea Gámiz           | Angielina Gabujewa Irina Chromaczowa | 6:4, 4:6, 10–7 |
| Finalistka    | 2. | 14 września 2024 | Bukareszt           | Ceglana      | Katarzyna Kawa         | Carole Monnet Darja Semeņistaja      | 6:1, 2:6, 7–10 |
| Finalistka    | 3. | 2 listopada 2024 | Santa Cruz          | Ceglana      | Wałerija Strachowa     | Nuria Brancaccio Leyre Romero Gormaz | 4:6, 4:6       |
| Finalistka    | 4. | 15 lutego 2025   | Cancún              | Twarda       | Yvonne Cavallé Reimers | Maya Joint Taylah Preston            | 4:6, 3:6       |

## Finały turniejów ITF
| turnieje z pulą nagród 100 000 $ (W100)  |
| turnieje z pulą nagród 80 000 $ (W80)    |
| turnieje z pulą nagród 60 000 $ (W75)    |
| turnieje z pulą nagród 40 000 $ (W50)    |
| turnieje z pulą nagród 25/30 000 $ (W35) |
| turnieje z pulą nagród 15 000 $ (W15)    |
| turnieje z pulą nagród 10 000 $          |

### Gra pojedyncza 18 (9–9)
| Rezultat     |    | Data       | Turniej             | ($)      | Naw.           | Przeciwniczka           | Wynik               |
| Finalistka   | 1. | 03/11/2012 | Coimbra             | 10 000   | Twarda         | Kathinka von Deichmann  | 1:6, 3:6            |
| Zwyciężczyni | 1. | 15/09/2013 | Lleida              | 10 000   | Ceglana        | Majar Szarif            | 0:6, 6:3, 6:2       |
| Zwyciężczyni | 2. | 27/07/2014 | Contamines-Montjoie | 10 000   | Ceglana        | Tayisiya Morderger      | 3:6, 6:3, 6:0       |
| Finalistka   | 2. | 10/05/2015 | Pula                | 10 000   | Ceglana        | Bianca Turati           | 6:2, 4:6, 5:7       |
| Zwyciężczyni | 3. | 13/06/2015 | Madryt              | 10 000   | Ceglana (hala) | Lucía Cervera Vázquez   | 7:5, 3:6, 6:4       |
| Zwyciężczyni | 4. | 11/07/2015 | Getxo               | 10 000   | Ceglana        | Corinna Dentoni         | 6:0, 6:2            |
| Finalistka   | 3. | 12/05/2018 | Monzón              | 25 000   | Twarda         | Katie Swan              | 2:6, 3:6            |
| Finalistka   | 4. | 17/06/2018 | Barcelona           | 25 000   | Ceglana        | Estrella Cabeza Candela | 2:6, 3:6            |
| Zwyciężczyni | 5. | 15/07/2018 | Getxo               | 25 000   | Twarda         | Olga Sáez Larra         | 6:0, 6:1            |
| Zwyciężczyni | 6. | 22/07/2018 | Darmstadt           | 25 000   | Ceglana        | Katharina Gerlach       | 6:2, 6:1            |
| Finalistka   | 5. | 30/09/2018 | Walencja            | 60 000+H | Ceglana        | Paula Badosa            | 1:6, 6:4, 2:6       |
| Finalistka   | 6. | 14/10/2018 | Riba-roja de Túria  | 25 000   | Ceglana        | Marie Benoît            | 0:6, 6:7(2)         |
| Finalistka   | 7. | 23/02/2020 | Kair                | 60 000   | Twarda         | Marta Kostiuk           | 1:6, 0:6            |
| Finalistka   | 8. | 19/06/2022 | Denain              | 25 000   | Ceglana        | Leyre Romero Gormaz     | 4:6, 6:3, 4:6       |
| Zwyciężczyni | 7. | 25/09/2022 | Vrnjačka Banja      | 60 000   | Ceglana        | Nina Potočnik           | 7:5, 6:1            |
| Finalistka   | 9. | 02/10/2022 | San Sebastián       | 60 000   | Ceglana        | Julia Grabher           | 3:6, 6:7(3)         |
| Zwyciężczyni | 8. | 20/11/2022 | Madryt              | 80 000   | Ceglana        | Tamara Korpatsch        | 6:4, 6:2            |
| Zwyciężczyni | 9. | 23/04/2023 | Koper               | 60 000   | Ceglana        | Irina Bara              | 3:6, 6:2, 4:1 krecz |

### Gra podwójna 23 (15–8)
| Rezultat     |     | Data       | Turniej                   | ($)       | Naw.           | Partnerka              | Przeciwniczki                                      | Wynik             |
| Finalistka   | 1.  | 02/11/2012 | Coimbra                   | 10 000    | Twarda         | Uljana Ajzatulina      | Nadieżda Gorbaczkowa Jekatierina Puszkariewa       | 2:6, 3:6          |
| Zwyciężczyni | 1.  | 18/07/2014 | Knokke                    | 10 000    | Ceglana        | Cecilia Costa Melgar   | Justine De Sutter Sofie Oyen                       | 4:6, 6:3, 10–4    |
| Zwyciężczyni | 2.  | 24/07/2014 | Contamines-Montjoie       | 10 000    | Twarda         | Carla Touly            | Sara Castellano Chiara Quattrone                   | 6:1, 6:1          |
| Zwyciężczyni | 3.  | 26/09/2014 | Madryt                    | 10 000    | Twarda         | Olga Sáez Larra        | Marta Huqi González Encinas Estela Pérez Somarriba | 6:1, 6:4          |
| Zwyciężczyni | 4.  | 31/10/2014 | Benicarló                 | 10 000    | Ceglana        | Andrea Gámiz           | Alexandra Nancarrow Inés Ferrer Suárez             | 6:4, 6:1          |
| Zwyciężczyni | 5.  | 16/11/2014 | Castellón                 | 10 000    | Ceglana        | Andrea Gámiz           | Federica Arcidiacono Martina Spigarelli            | 6:1, 6:2          |
| Zwyciężczyni | 6.  | 08/05/2015 | Pula                      | 10 000    | Ceglana        | Priscilla Hon          | Cristina Bucșa Eva Guerrero Álvarez                | 6:0, 6:3          |
| Finalistka   | 2.  | 12/06/2015 | Madryt                    | 10 000    | Ceglana (hala) | Lucía Cervera Vázquez  | Elyne Boeykens Steffi Distelmans                   | 3:6, 6:7(4)       |
| Zwyciężczyni | 7.  | 04/09/2015 | Barcelona                 | 15 000    | Ceglana        | Gaia Sanesi            | Estrella Cabeza Candela Ołeksandra Koraszwili      | 6:3, 6:4          |
| Zwyciężczyni | 8.  | 12/10/2018 | Riba-roja de Túria        | 25 000    | Ceglana        | Despina Papamichail    | Marina Bassols Ribera Ángela Fita Boluda           | 6:2, 6:2          |
| Finalistka   | 3.  | 22/09/2019 | Saint-Malo                | 60 000+H  | Ceglana        | Tereza Mrdeža          | Ekaterine Gorgodze Maryna Zanewśka                 | 7:6(8), 5:7, 8–10 |
| Finalistka   | 4.  | 12/12/2020 | Dubaj                     | 100 000+H | Twarda         | Kaja Juvan             | Ekaterine Gorgodze Ankita Raina                    | 4:6, 6:3, 6–10    |
| Zwyciężczyni | 9.  | 24/09/2021 | Walencja                  | 80 000    | Ceglana        | Andrea Gámiz           | Ekaterine Gorgodze Laura Pigossi                   | 6:3, 6:4          |
| Finalistka   | 5.  | 23/04/2022 | Chiasso                   | 60 000    | Ceglana        | Oksana Sielechmietjewa | Anastasia Dețiuc Miriam Kolodziejová               | 3:6, 6:1, 8–10    |
| Zwyciężczyni | 10. | 09/07/2022 | Amstelveen                | 60 000    | Ceglana        | Guiomar Maristany      | Michaela Bayerlová Aneta Laboutková                | 6:2, 6:2          |
| Zwyciężczyni | 11. | 01/10/2022 | San Sebastián             | 60 000    | Ceglana        | Katarina Zawacka       | Ángela Fita Boluda Guiomar Maristany               | 1:2 krecz         |
| Zwyciężczyni | 12. | 29/10/2022 | Les Franqueses del Vallès | 100 000   | Twarda         | Rebeka Masarova        | Misaki Doi Beatrice Gumulya                        | 7:5, 1:6, 10–3    |
| Zwyciężczyni | 13. | 19/11/2022 | Madryt                    | 80 000    | Ceglana        | Rebeka Masarova        | Lea Bošković Daniela Vismane                       | 6:3, 6:3          |
| Finalistka   | 6.  | 24/11/2023 | Walencja                  | 100 000   | Ceglana        | Nateła Dzałamidze      | Walendini Gramatikopulu Andreea Mitu               | 5:7, 4:6          |
| Zwyciężczyni | 14. | 21/09/2024 | Pula                      | 25 000    | Ceglana        | Eva Vedder             | Katharina Hobgarski Julie Štruplová                | 6:3, 6:3          |
| Finalistka   | 7.  | 11/10/2024 | Sewilla                   | 25 000    | Ceglana        | Marta Matula           | Ángela Fita Boluda Ylena In-Albon                  | 2:6, 1:6          |
| Zwyciężczyni | 15. | 23/03/2025 | Sabadell                  | 30 000    | Ceglana        | Ylena In-Albon         | Živa Falkner Pia Lovrič                            | 6:4, 6:0          |
| Finalistka   | 8.  | 12/04/2025 | Saragossa                 | 100 000   | Ceglana        | Ángela Fita Boluda     | Olivia Gadecki Aldila Sutjiadi                     | 4:6, 3:6          |